# Меримаа, Отто Оттович
Отто Оттович Меримаа (20 июня 1920 года в уезде Вильяндимаа — 15 августа 2001) — государственный деятель Эстонской ССР.

## Биография
С июля 1941 по июль 1943 — солдат Красной Армии, с июля 1943 г. до июля 1944 года — руководитель районного дома культуры в Кировской области, с июля до октября 1944 года слушатель курсов комсомольского актива.
С октября 1944 по ноябрь 1946 года был секретарем уездного комитета комсомола в Выру и Пярну, с ноября 1946 по декабрь 1947 года учился в республиканской партийной школе при ЦК Коммунистической Партии (большевиков) Эстонии, с декабря 1947 по декабрь 1949 года занимал должность секретаря ЦК Комсомола Эстонии по работе с кадрами. С 1946 г. — в ВКП(б), с декабря 1949 года по октябрь 1950 — 1-й секретарь районного комитета КП(б)Э на Сааремаа, с октября 1950 по март 1951 — 1-й секретарь районного комитета КП(б)Э в Курессааре. С марта по декабрь 1951 года — руководитель отдела рыбной промышленности ЦК КП(б)Э, с декабря 1951 по апрель 1952 г. — секретарь ЦК КП(б)Э, с мая 1952 по май 1953 гг. — 1-й секретарь Пярнуского областного комитета КП(б)Э, с мая 1953 по январь 1954 года — начальник отдела административных и торгово-финансовых органов ЦК КПЭ.
С февраля 1954 по октябрь 1955 года — секретарь ЦК по профподготовке КПЭ, с октября 1955 по октябрь 1956 — слушатель курсов секретарей областных комитетов при ЦК КПСС, с октября 1955 по 27 декабря 1965 — снова секретарь ЦК профподготовки КПЭ.
В 1960 году заочно окончил Высшую Партийную Школу при ЦК КПСС. С 8 января 1964 по 27 декабря 1965 года — председатель Комитета по партйно-государственному контролю ЦК КПЭ и Совета Министров Эстонской ССР и одновременно заместитель председателя Совета Министров Эстонской ССР, с декабря 1965 до 28 мая 1987 года — председатель Комитета Народного Контроля Эстонской ССР, затем в отставке.